# ウナギ科
ウナギ科（ウナギか、学名：Anguillidae）は、ウナギ目に所属する魚類の分類群の一つ。ニホンウナギ・ヨーロッパウナギなど降河性の回遊魚を中心に、2属22種が含まれる。

## 分布

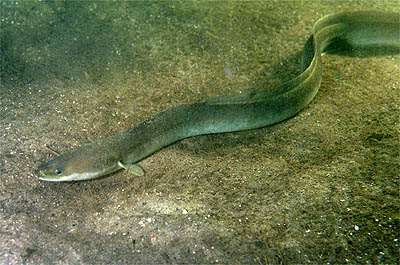
ヨーロッパウナギ（Anguilla anguilla）。ヨーロッパに分布する唯一のウナギで、非常に古くから知られる魚類の一種である

ウナギ科の魚類は世界の熱帯・温帯域に広く分布する（東部太平洋と南部大西洋を除く）。ウナギ属 Anguilla に含まれるほぼすべての種類が降河性の回遊魚で、海で生まれた後に淡水域に遡上し、成長後に再び海に降りて産卵するという生活史をもつ。
共通祖先種は、かつては暖かい海流で繋がっていた大西洋とインド洋・太平洋との間を通って分布を広げたと考えられている。

### 大西洋
大西洋に生息するのはヨーロッパウナギ（A. anguilla）とアメリカウナギ （A. rostrata）の2種のみで、前者はヨーロッパ全域と地中海沿岸の北アフリカ、後者は北アメリカから南アメリカ北東部にかけて広範囲に分布し、いずれもサルガッソ海を産卵場としていることがわかっている。

### インド洋・太平洋
インド洋から西部太平洋にかけての熱帯・温帯域がウナギ科魚類の分布の中心であり、特にインドネシア周辺での多様性が顕著である。西部太平洋にはフィリピン・インドネシア・オーストラリア・ニューギニア島およびニューカレドニアを中心に約14種が知られ、ルソン島（フィリピン）・ニュージーランド・ニューギニア島東部にはそれぞれ固有種が存在する。また、A. breviceps など2種が中国大陸のみから報告されている。
インド洋にはパキスタン・インドなど南アジアに分布する インドベンガルウナギ (A. bengalensis bengalensis)、ケニアから南アフリカに至るアフリカ東岸（特にザンベジ川水系）を中心に分布する アフリカベンガルウナギ (A. b. labiata) など、およそ5種が生息する。このうちの数種は、マダガスカル東方沖の深海で産卵していると推定されている。

#### 日本
インド太平洋系の影響を強く受ける日本には、ニホンウナギ（A. japonica）、オオウナギ（A. marmorata）、ニューギニアウナギ（A. bicolor pacifica）、およびウグマウナギ（A.luzonensis）の4種が生息する。
- ニホンウナギは朝鮮半島・中国大陸・フィリピンなど東アジアを中心に分布し、マリアナ海溝付近で産卵していることが近年の調査で明らかにされている[8]。

- オオウナギの分布はより広範囲で、アフリカ東岸からフランス領ポリネシアに至り、産卵場はフィリピン南部の深海と推測されている[4]。

- ニューギニアウナギは環境省の汽水・淡水魚類レッドリストにおいて、ニホンウナギとともに「情報不足」のカテゴリーに収載されていたが、日本に実際に分布しているかどうかは不明なままであった[9]。しかし2000年代に屋久島で稚魚が、さらに八重山列島で成魚が発見されたことにより、日本での自然分布が確かめられた[7]。

- ウグマウナギは2009年にフィリピンのルソン島から記載され[10]、日本国内においては、沖縄本島における2018～2019年の調査で得られた稚魚に基づき、2021年にその自然分布が公式に記録された[6][11]。

## 生態

### 淡水域

ウナギ類の一般的な生活環

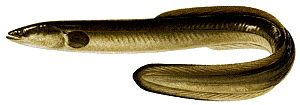
アメリカウナギ（Anguilla rostrata）。在来の淡水魚として最も広範な生息域をもつ種類の一つ。雄はアメリカ合衆国南東部の河口域に限局するのに対し、雌は北アメリカ大西洋岸の河川全域に分布する

ウナギ科魚類は生涯の多くの時間を河川・湖沼をはじめとする淡水、あるいは河口などの汽水域で生活する。一般に夜行性で、昼間は物陰に潜み、夜間に活発に遊泳して小魚や甲殻類・貝類・節足動物を捕食する。通常は単独で行動するが、数十尾の群れを作って越冬する例も知られている。定住性・帰巣性はともに高く、ねぐらと定めた場所から大きく移動することはせず、数十km離れた場所に放流されても正確に戻ってくることができる。
一般に雄は早期に成熟し（3-6年）、サイズは比較的小さいのに対し、雌の性成熟は遅い（4-13年、高緯度地帯では6-43年）。雌は時間をかけて成長することで大型化し、より多数の卵を作り出すことを可能としている。ウナギ類は魚類としては長い寿命をもち、耳石による年齢推定でニホンウナギでは22歳の雌が、ヨーロッパウナギでは33歳の雄と57歳の雌が報告されている。
淡水域で成長し、性成熟に達したウナギ類は体色が銀色ないしブロンズ色になるとともに、眼の大型化・消化管および胸鰭の退縮、摂餌の停止といったさまざまな形態および行動の変化が生じる。「銀ウナギ：Silver eel」とも呼ばれるこれらの成熟個体は川を降り、河口域で再び海水への適応をはかる。長旅への準備を整えた銀ウナギは、種によって異なる特定の産卵場（ニホンウナギはマリアナ海溝、ヨーロッパウナギ・アメリカウナギはサルガッソ海など）へと移動を開始する。産卵場から遠い地域に生息する個体ほど移動の開始が早いことが知られており、繁殖を一斉に行えるように同調が起きているものとみられる。

### 海域
降河した成熟ウナギが観察ないし捕獲されることは、極めて稀である。アメリカウナギの成魚が外海で発見されたのは、1977年にバハマ沖の水深2,000m地点で撮影されたのが初めてであった。産卵の実態もそのほとんどが謎に包まれたままで、ウナギ科魚類の天然卵は2009年に西マリアナ海嶺で採取されるまで見つかっていなかった。
他の多くの回遊魚と同様に、ウナギ類の産卵は生涯一度きりで、親魚は生殖後間もなく死亡すると考えられている。降河開始時から継続する飢餓状態と、産卵前後におけるステロイドホルモンの著しい上昇がその原因とされ、代謝的・解剖学的破綻を導く急激な老化現象の一種と理解されている。一方で、西マリアナ海嶺の産卵場付近で採取された親ウナギの生殖腺を解析した結果、複数回にわたり産卵している可能性も指摘されている。
カライワシ上目の仲間に共通する特徴として、ウナギ科魚類の仔魚はレプトケファルス（葉形仔魚）と呼ばれる独特の形態をとる。浮遊生活を経て沿岸域にたどりついたレプトケファルスは稚魚（いわゆるシラスウナギ：Glass eel）へと変態し、河川を遡上する。シラスウナギは体表の色素を発達させた「クロコ：Elver」を経て、「黄ウナギ：Yellow eel」と呼ばれる成魚に成長してゆく。
河川を遡上せず海にとどまる個体、あるいは河口の汽水域に定着するものが存在し、それぞれを「海ウナギ」「河口ウナギ」と称する。両者は耳石中のストロンチウム濃度を調べることで、川ウナギと見分けることが可能である。産卵場へと向かうニホンウナギ約600個体を調査した結果、川ウナギはわずか20%程度と少なく、海ウナギ・河口ウナギが繁殖に大きく貢献している可能性が示されている。

## 進化と回遊行動の起源
ウナギ科魚類がなぜこれほど長距離に及ぶ回遊をするのか、何を目印として元の産卵場所へたどりつくのか、確かなことはわかってない。ウナギ科の起源は白亜紀（約1億年前）、現代のボルネオ島周辺に求められ、元は海水魚のグループであったと推測されている。このうち、テチス海を越えて西に移動した一群はスエズ地峡の形成によって隔離され、現在の大西洋産の2種へと種分化を遂げた。
初期のウナギ類は大陸が現在の位置に移動する以前、大陸間に存在したごく狭い海域で産卵していた可能性がある。海洋が拡大し陸地からの距離がはるかに遠くなっても、産卵に適した水温や水深といった物理的・化学的条件を変えることはできなかったため、現在のアメリカウナギのように時として5,000kmにも及ぶ旅を続けることになったとの推測がなされている。
東京大学大気海洋研究所の井上らは、ウナギ目およびフウセンウナギ目に所属する全19科のミトコンドリアDNA全長の塩基配列を解析し、進化の道筋をたどる系統樹の構築を試みた。その結果、ウナギ科魚類に最も近縁なグループとされたのは、これまでに考えられてきた底生性のザトウウナギ科・ハリガネウミヘビ科（ウナギ亜目）ではなく、フウセンウナギ目の4科およびシギウナギ科・ノコバウナギ科（アナゴ亜目）であった。これら6科はすべて海底から離れた中層を漂って生活する、漂泳性深海魚のグループである。かつて外洋の中層で生活していたウナギ科の祖先は、次第に餌が豊富で競合者の少ない淡水域に進出するようになり、長い年月をかけて現在の大回遊へと発展した可能性をこの研究は示唆している。

## 形態

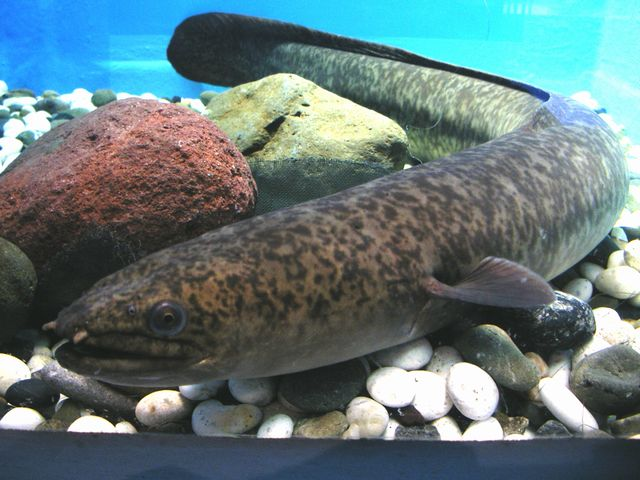
オオウナギ（Anguilla marmorata）。ウナギ科魚類中の最大種。アフリカ東岸からポリネシアまで、その分布範囲は極めて広いが、実際には複数の遺伝子集団で構成されていることが明らかにされつつある

ウナギ科の仲間は細長く円筒形の体をもち、いわゆるウナギ型をしている。体長1mを超える種類が多く、最大種のオオウナギは全長2mに達する。体色は一般に背側が青緑～暗褐色、腹側が白～黄白色であるが、同じ種でも生息環境による変異が大きい。体表には粘液およびレクチンを分泌する細胞が発達し、異物から体を守る働きを担っている。
皮膚に埋もれた微小な鱗（円鱗）が存在することが、本科魚類の特徴である。口はやや大きく、下顎は上顎よりも前に突き出る。歯は小さく円錐状で、両顎に多数並び歯帯を形成する。鰓の開口部は三日月型で、頭部と体側の側線はよく発達する。
背鰭と臀鰭の基底は非常に長く、尾鰭と連続する。棘条をもたず、鰭条は分枝する。腹鰭を欠く一方、胸鰭は大きく発達する。椎骨は100-119個。
ウナギ科魚類のレプトケファルスは、他科と比べて吻がやや尖り、色素が少ないという特徴をもつ。これに加えて筋節の数、消化管の形状および肛門の位置を比較することで、本科のレプトケファルスであることを同定できる。一方、レプトケファルスのみで種を特定することは非常に難しい。北大西洋産の2種（ヨーロッパウナギ・アメリカウナギ）は筋節数によって互いに区別できるが、インド太平洋産の種は遺伝子解析を含めた追加情報が必要となる。

## 利用と保護問題

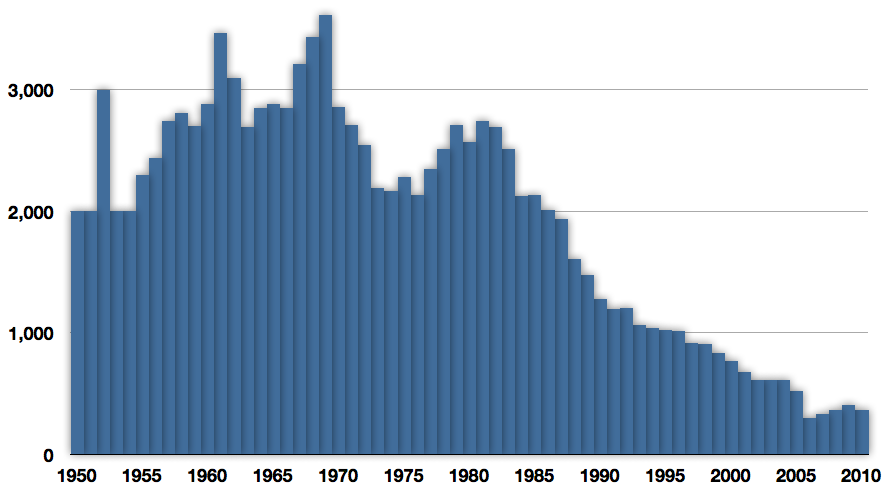
天然のニホンウナギ漁獲量の推移（1950-2010年）

ほぼすべてのウナギ類が食用魚として漁獲され、焼き魚・フライ・燻製・缶詰・煮物などさまざまな調理法で利用される。アジアにおけるニホンウナギ、欧州のヨーロッパウナギは商業的にとりわけ重要な種類で、稚魚（いわゆるシラスウナギ）を採取して成魚まで育てる養殖業が各地で発達している。ヨーロッパの養鰻業は紀元前のイタリアに始まり、以降1980年代までイタリアが養殖の中心地となっていたが、2000年代にはオランダ・デンマークが台頭してきている。日本では1879年、東京・深川に最初の養殖池が作られ、1930年代には天然産の漁獲量を上回るようになった。アジア・欧州ともにウナギの資源量は著しく減少しており、乱獲や水質汚染、寄生虫に加え、ダム建設や護岸工事による生息環境の攪乱など、さまざまな要因が関わっているとみられている。
アメリカ合衆国では生息するアメリカウナギを食べる習慣はあまりなく、東部メーン州と南部サウスカロライナ州においてのみ、許可を受けた漁業者が漁獲量を守る条件で漁が認められているが、実際には密漁が横行しており、高く売れるアジアに輸出されているとみられる。
海で採取されるウナギ類のレプトケファルスの消化管には餌がまったく見つからず、彼らが自然界で何を食べて成長しているのか、不明なままとなっていた。このことは長く完全養殖実現への障害となっていたが、日本の水産総合研究センターにおける試みで、通常は栄養補助剤として用いられる乾燥サメ卵を練り餌として与えることで給餌に成功し、世界で初めてニホンウナギの完全養殖が達成された。その後、電子顕微鏡を用いた解析で、レプトケファルスの消化管からプランクトンの糞粒やオタマボヤのハウス（粘液質の泡巣）が見つかり、これらを含めたマリンスノーを餌としている可能性が示唆された。
国際連合食糧農業機関(FAO)の統計によれば、1950年に約1万7千トンであった世界のウナギ科魚類の総漁獲量は80-90年代にかけて大幅に増加し、2000年代には常に20万トンを超えるようになっている。この大半はアジア地域におけるニホンウナギの漁獲によるもので、2009年の総漁獲量約28万トンのうち、26万トン以上を本種が占めている。漁獲の大部分は日本および中国での養殖業の発達によって支えられており、天然のニホンウナギ漁は1960-70年代をピークに衰退し、2009年の漁獲量はおよそ400トンにとどまっている。欧州でのヨーロッパウナギ漁は1950年以降一貫して年間1万トン台を保っているが、ニホンウナギと同様に天然産の漁獲は減少している。

## 分類
ウナギ類の分類の基礎は、デンマークの海洋生物学者・ヨハネス・シュミットと、彼の弟子であるヴィルヘルム・エーゲ、ポール・ジェスパーセンらによって築かれた。1928-30年のDana II号による世界一周探検航海で得られた多数の標本を元に、ジェスパーセンはウナギ科レプトケファルスの分布を詳細に記録した。また、体表の斑紋の有無、背鰭起始部の位置、歯帯の太さによって世界のウナギを4グループに大別したエーゲの方法は、現代にまで通用する基本的な分類手法となっている。4グループに分けた後は産地情報を加えることで種を特定できるとされていたが、近年（2000年代以降）では、より確実な同定を期した遺伝子データベースの構築が進んでいる。
ウナギ科にはNelson(2016)の体系において、2属22種が認められている。FishBaseでは2属20種が認められており、本稿では主にこの体系に従う。和名は黒木ほか (2022)に従った。
本科は長らくウナギ属のみ1属で構成されていたが、2008年に Neoanguilla nepalensis が報告され新属新種として提案されている。本種はネパールの地下水脈に生息する全長わずか3.3cmの小型魚類で、胸鰭は退縮傾向を示すなど、暗黒環境への適応が強く認められている。

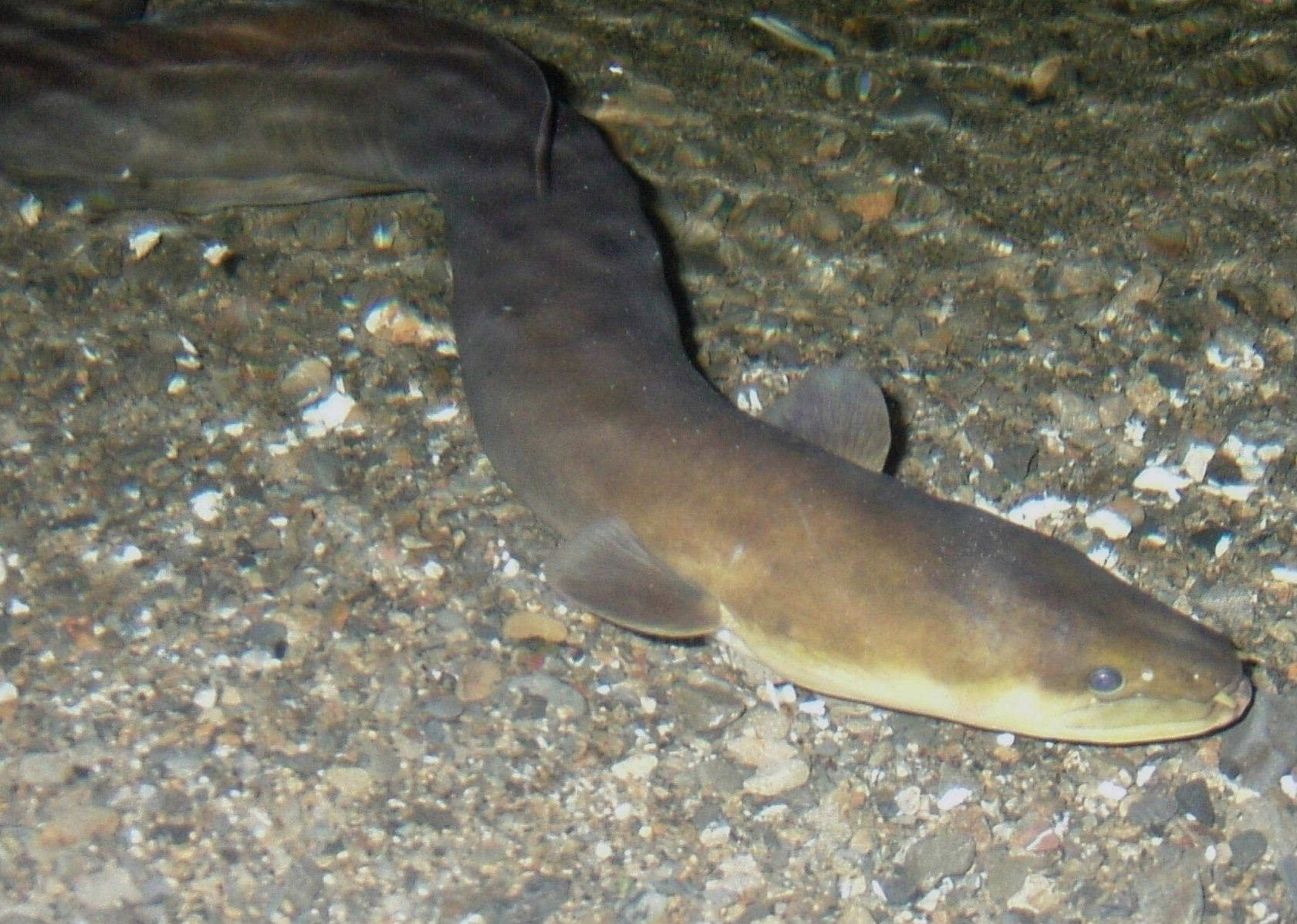
ニュージーランドオオウナギ（A. dieffenbachii）。ニュージーランド固有種

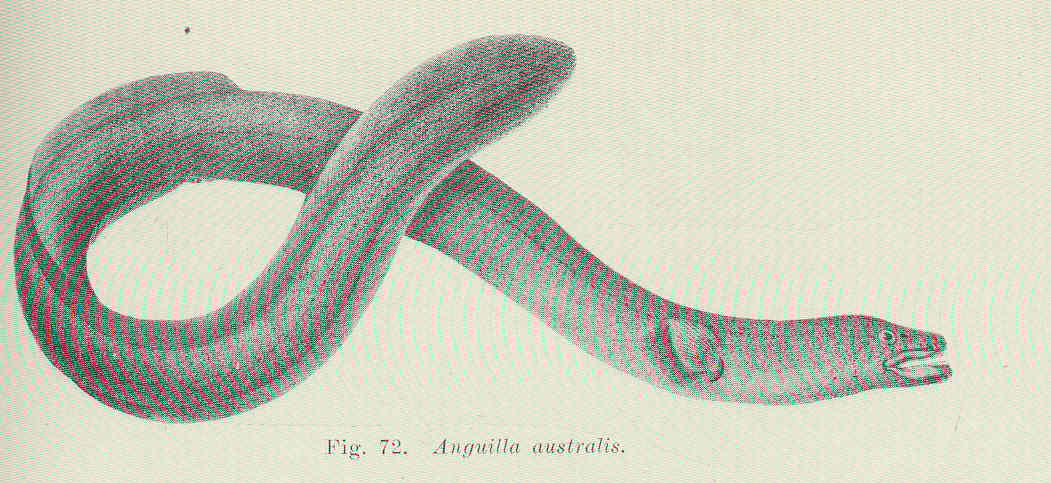
オーストラリアウナギ（A. australis）。オーストラリアからニューカレドニアにかけて分布し、2亜種を含む

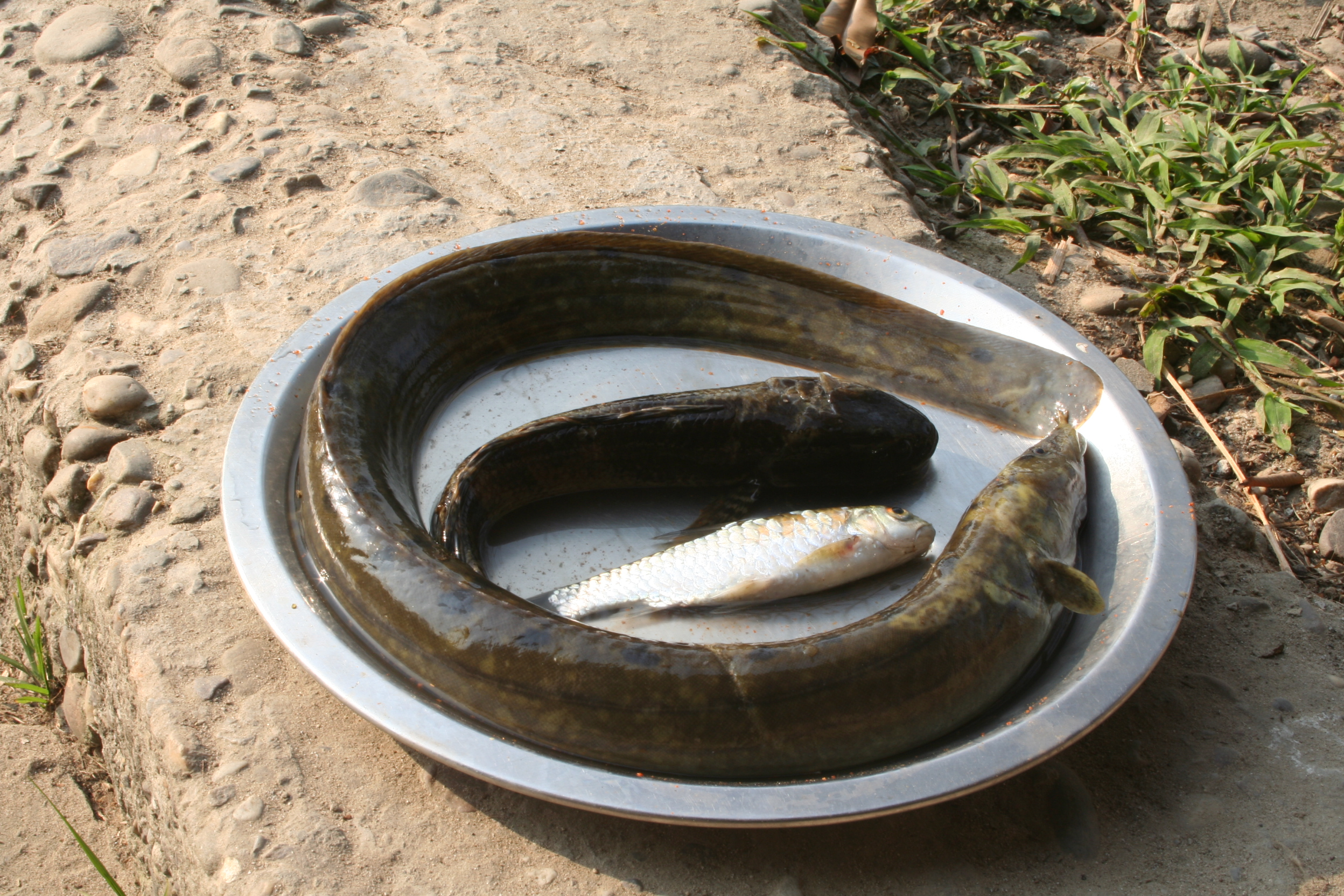
インドベンガルウナギ（A. b. bengalensis）。インド・パキスタン・スリランカなどインド洋沿岸に広く生息し、南アジアを代表するウナギとなっている

- ウナギ属 Anguilla
  - ヨーロッパウナギ Anguilla anguilla
  - アメリカウナギ Anguilla rostrata
  - オオウナギ Anguilla marmorata
  - ベンガルウナギ Anguilla bengalensis（FishBaseではアフリカベンガルウナギを独立種としている）
    - インドベンガルウナギ Anguilla bengalensis bengalensis
    - アフリカベンガルウナギ Anguilla bengalensis labiata

  - オーストラリアウナギ Anguilla australis（FishBaseでは亜種を認めていない）
    - オーストラリアショートフィンウナギ Anguilla australis australis
    - ニュージーランドショートフィンウナギ Anguilla australis schmidti

  - ニュージーランドオオウナギ Anguilla dieffenbachii
  - バイカラウナギ Anguilla bicolor（FishBaseでは亜種を認めていない）
    - インドバイカラウナギ Anguilla bicolor bicolor
    - ニューギニアウナギ Anguilla bicolor pacifica

  - Anguilla nebulosa
  - ニホンウナギ[7][35] Anguilla japonica
  - Anguilla breviceps（FishBaseではニホンウナギのシノニム）
  - モザンビークウナギ Anguilla mossambica
  - セレベスウナギ Anguilla celebesensis
  - Anguilla malgumora
  - ポリネシアロングフィンウナギ Anguilla megastoma
  - オーストラリアロングフィンウナギ Anguilla reinhardtii
  - ポリネシアショートフィンウナギ Anguilla obscura
  - ボルネオウナギ Anguilla borneensis
  - インテリアウナギ Anguilla interioris
  - ウグマウナギ Anguilla luzonensis
- Neoanguilla 属
  - Neoanguilla nepalensis